# BDT-Tanzabzeichen
Das BDT-Tanzabzeichen verleiht der Berufsverband Deutscher Tanzlehrer für tänzerische Leistungen im Rahmen einer Medaillen-Prüfung  in Bronze, Silber, Gold und Goldstar. Das BDT-Tanzabzeichen ist ein anerkanntes Gütesiegel und bescheinigt neben tänzerischen Kenntnissen auch Ausdauer sowie Interesse an „gepflegtem Gesellschaftstanz“ im internationalen Stil.

## Zweck
Bei der Teilnahme an weiterführenden Tanzkursen oder Clubs werden an die Tanzschüler höhere tänzerische Anforderungen gestellt. Um dem Erlernen von neuen Haltungs- und Bewegungsgrundsätzen sowie weiterer, gesteigerter Figuren Rechnung zu tragen, wurden das BDT-Tanzabzeichen und BDT-Medaillen-Prüfungen ins Leben gerufen.
Eine Medaillen-Prüfung bietet die Möglichkeit, dass der persönliche Fortschritt im Tanzen einmal nicht vom eigenen Tanzlehrer, sondern von einem unabhängigen und objektiven Prüfer bewertet und reflektiert wird. Die Vorbereitung auf die Medaillen-Prüfung sorgt dafür, dass die Tanzstunden zielgerichtet sind und auch etwas über die vielen Details des Tanzens gelehrt wird. Dies gewährleistet zum einen eine hohe Qualität in der BDT-Tanzschule und zum anderen einen Tanzunterricht nach weltweit geltenden Standards.
Darüber hinaus sollen Medaillen-Prüfungen zum Fortschritt der Tanzpaare beitragen. Sie können als Vorstufe oder Ergänzung zum Turniertanz gesehen werden. Erfolgreiche Teilnehmer erhalten nach der Prüfung eine Urkunde sowie das BDT-Tanzabzeichen in Form einer dekorativen Anstecknadel. Das Erlangen der Tanzabzeichen ist Voraussetzung für das Erlernen des Berufs BDT-Tanzlehrer und BDT-Tanzlehrerin. 

## Anforderungen
Das BDT-Medaillen-System beinhaltet aufeinander folgende Stufen (Bronze, Silber, Gold, Goldstar), die den Teilnehmern realistische Ziele setzen. Nach Erreichen einer jeden Stufe ergibt sich dann sogleich die nächste Herausforderung. Folgende Tänze sind zur Leistungserfüllung wählbar:
- Standardtänze (Langsamer Walzer, Tango, Wiener Walzer, Slow Foxtrott, Quickstep)
- Lateinamerikanische Tänze (Samba, Cha Cha Cha, Rumba, Paso Doble, Jive)
- Alternative Tänze (Discofox, Salsa, Boogie Woogie)

### Bronze
Die Bewerber tanzen vier selbst gewählte Tänze.

### Silber
Die Bewerber tanzen fünf selbst gewählte Tänze und müssen im Besitz des BDT-Tanzabzeichens in Bronze sein.

### Gold
Die Bewerber tanzen sechs selbst gewählte Tänze und müssen im Besitz des BDT-Tanzabzeichens in Silber sein.

### Goldstar
Die Bewerber tanzen vier selbst gewählte Tänze und zusätzlich zwei vom Prüfer gewählte Tänze.
Der Prüfer darf lediglich Standard- oder Lateintänze auswählen. Die Bewerber müssen im Besitz des BDT-Tanzabzeichens in Gold sein.

## Bewertungskriterien
Folgende Kriterien werden geprüft:
- Takt & Rhythmus
- Haltung & Tanzhaltung
- Fußarbeit
- Ausführung der Figuren
- Tänzerische Darbietung

Jedes Kriterium wird gesondert und nach einem Punktesystem beurteilt. Bei Erreichen einer bestimmten Punktzahl gilt die Prüfung als bestanden.
Für die Leistungserfüllung dürfen keine turniertänzerischen Vergleichselemente herangezogen werden. Die Bewertung beschränkt sich ausschließlich auf objektiv messbare Gesichtspunkte wie Takt und Rhythmus, Körperhaltung, Haltung der Arme und erlernbare Bewegungsmechanismen wie das richtige Ansetzen der Füße, das Lockern bzw. Strecken der Knie etc.

## Prüfer
Als Prüfer werden ausschließlich ausgebildete und geprüfte BDT-Tanzlehrer oder BDT-Tanzsport-Trainer eingesetzt. Ein Prüfer darf keine Paare der eigenen Tanzschule oder solche, die von ihm unterrichtet werden, prüfen.

## Weitere BDT-Tanzabzeichen
Für spezielle Tanzdisziplinen neben den internationalen Standard- und Lateintänzen wurden ebenfalls eigene Tanzabzeichen geschaffen, um auch in anderen Tänzen Paaren die Gelegenheit zu geben, sich von einem unabhängigen Prüfer sichten und beurteilen zu lassen. Dies sind unter anderen:
- BDT Discofox Tanzabzeichen
- BDT Latino Tanzabzeichen
- BDT Swing Tanzabzeichen
- BDT Tango Argentino Tanzabzeichen
- BDT American Style Tanzabzeichen
- BDT Line Dance Tanzabzeichen

Hier sind die Bewertungskriterien speziell auf die jeweilige Disziplin abgestimmt.

## Sonstiges
Die Bewerber müssen in aufsteigender Reihenfolge die BDT-Tanzabzeichen in jeweils separaten Prüfungen erwerben. Das „Überspringen“ einer Stufe, z. B. von Silber zu Goldstar, ist nicht zulässig.
Zwischen den Prüfungen muss eine Zeitspanne von mindestens drei Monaten liegen.